# تشارلز إل. توماس
تشارلز إل. توماس (بالإنجليزية: Charles L. Thomas)‏ هو جندي أمريكي، ولد في 17 أبريل 1920 في ألاباما في الولايات المتحدة، وتوفي في 15 فبراير 1980 في ديترويت في الولايات المتحدة.